# 찔레
찔레(학명: Rosa multiflora)는 장미과에 속하는 관목이다.
찔레꽃은 전국의 산과 들의 기슭과 계곡에서 흔히 볼 수 있는 낙엽활엽관목이다. 생육환경은 양지 혹은 반그늘의 어느 곳에서나 잘 자란다. 봄부터 이른 여름까지 작은 흰색 꽃을 피우고 열매는 가을에 붉게 익으며 지름이 2~3mm 수과이나 화탁이 발달하여 열매같이 보인다. 6~9mm로 다수의 수과를 둘러싸고 구형으로 되어 있다. 줄기는 약 3~5 미터까지 자라며 일반적으로 가시가 있다. 잎의 길이는 5~10 센티미터이며 털이 없고 뒷면에 잔털이 나며 가장자리에 톱니가 있다.  한국에서는 고도가 높지 않은 지역의 양지 바른 산기슭, 골짜기, 냇가 등지에서 흔히 볼 수 있다. 주로 관상용으로 쓰이며, 꽃잎은 식용, 열매는 약용으로 쓰인다.

## 원산지
동북 아시아 지역이 원산지로, 한국과 중국, 일본의 야산에 광범위하게 분포한다.

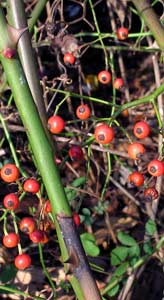
열매

## 쓰임새

### 약용
찔레꽃의 열매는 영실(營實)이라고 하여 한약재로 쓰인다.
찔레꽃은 불면증, 건망증, 간 질환, 당뇨, 중풍 마비에 쓰인다.

### 식용
찔레꽃의 어린순은 김치로도 담가 먹을 수 있으며, 차나 화전으로도 식용이 가능하다.

## 문학 속의 찔레꽃
| “ | … 해마다 봄이면 찔레꽃을 피웠으니 얘야, 불온한 막내야 혁명은 분노의 가시가 아니라 용서의 하얀 꽃이더라 … | ” |
|   | — 이원규. 〈찔레꽃〉,《강물도 목이 마르다》(실천문학사, 2008)                                            |   |